# Meteorologický sloup v Ľubochni
Meteorologický sloup v Ľubochni, slovensky Meteorologický stĺp v Ľubochni nebo Meteostanica v Ľubochni, je historický kovový meteorologický sloup. Nachází se v lázeňské obci Ľubochňa v okrese Ružomberok v Žilinském kraji v Ľubochnianské dolině na Slovensku.

## Další informace
Meteorologický sloup v Ľubochni byl vyroben ve stylu secese v železárnách v maďarském Diósgyőru a stojí vedle secesního Kollárova domu. Na kamenném profilovaném kvádrovém soklu je umístěna barevná kovová zastřešená skříňka. Uvnitř skříňky jsou historické meteorologické přístroje. Zajímavostí je také původní historický popis přístrojů v češtině.

## Galerie

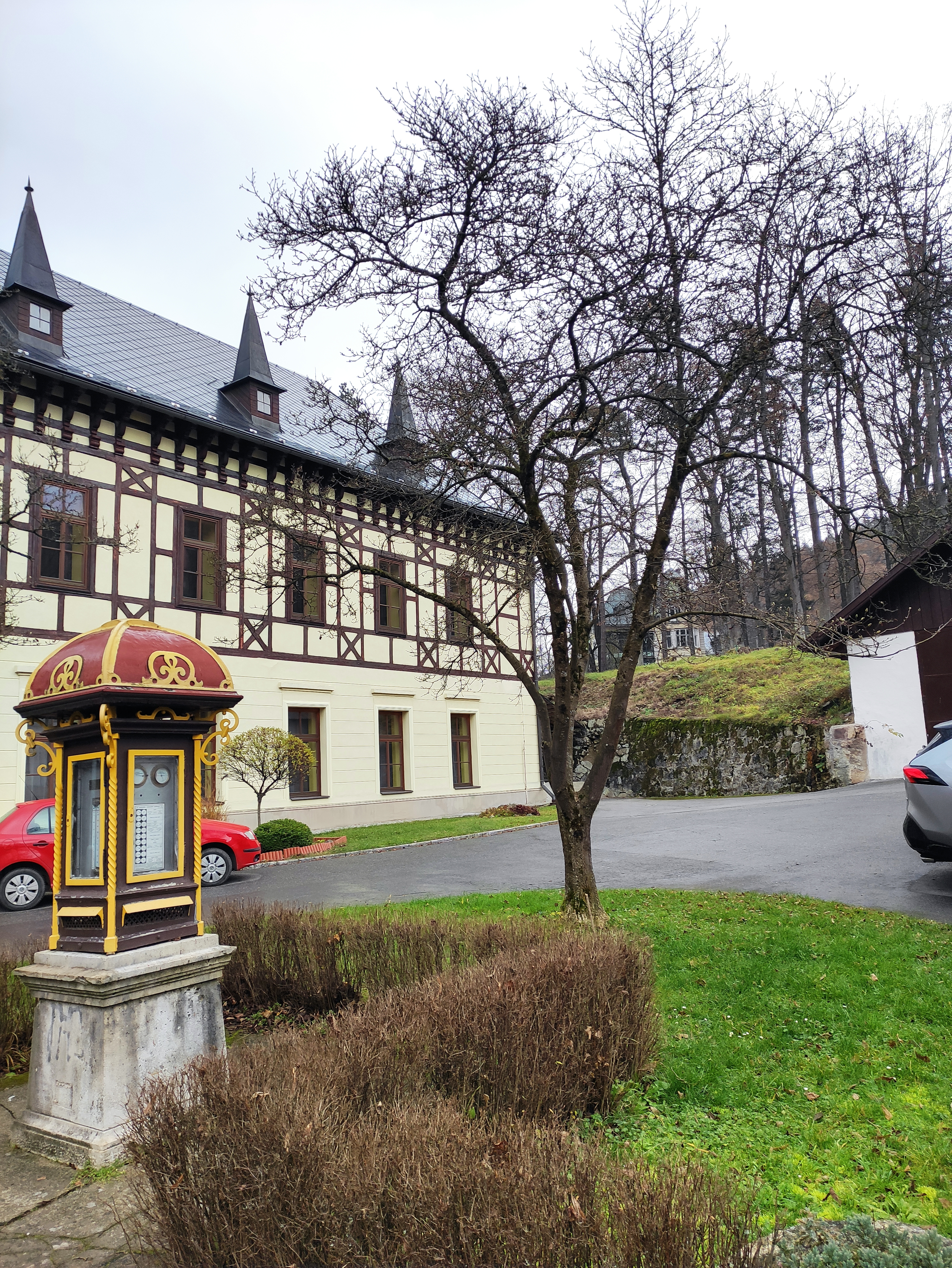
V pozadí je Kollárov dom
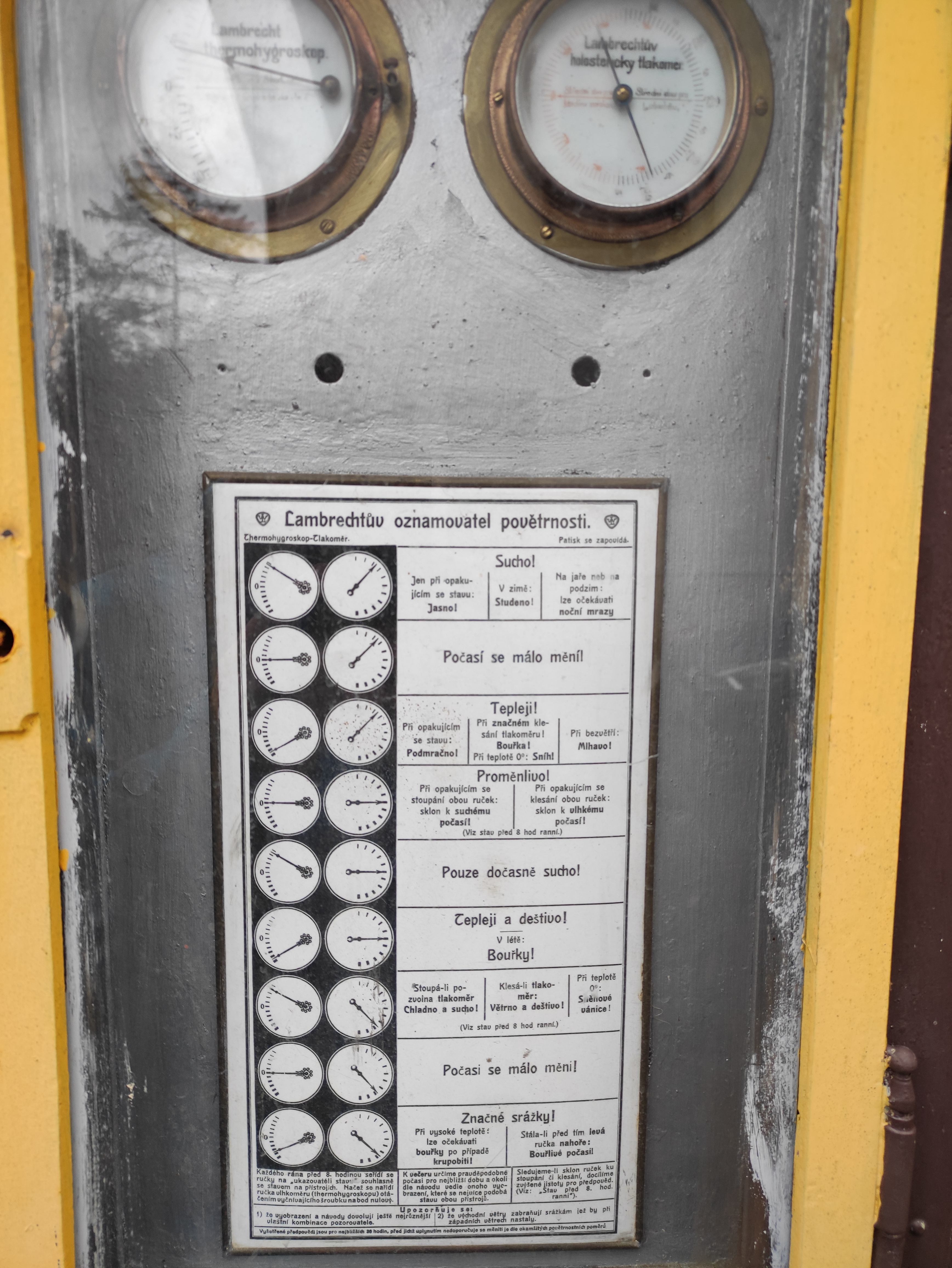
Historický meteorologický přístroj (Lambrechtův oznamovatel povětrnosti)
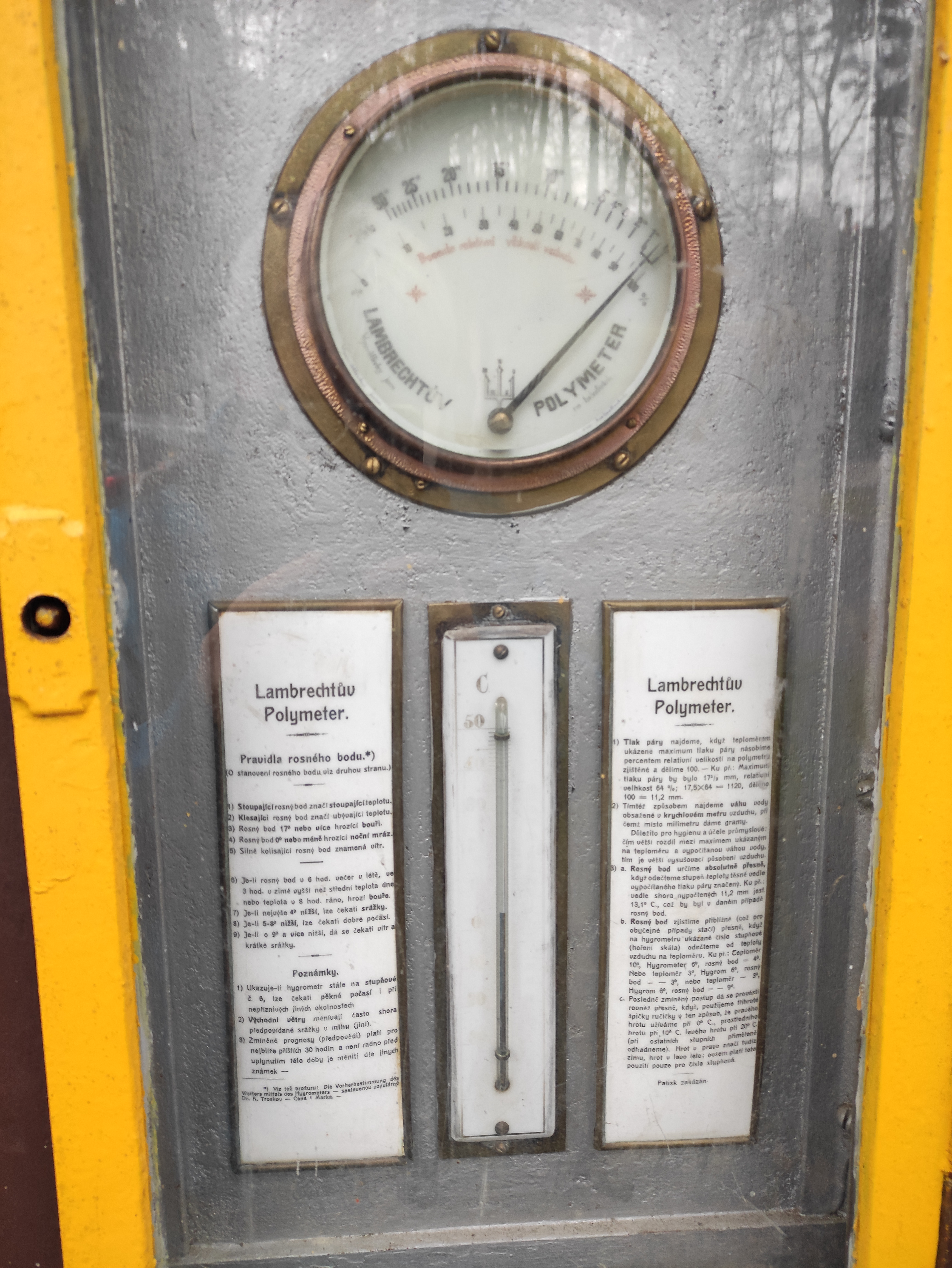
Historický meteorologický přístroj (Polymeter)